# Notophthiracarus veteratorius
Notophthiracarus veteratorius är en kvalsterart som först beskrevs av Wojciech Niedbała 1988.  Notophthiracarus veteratorius ingår i släktet Notophthiracarus och familjen Phthiracaridae. Inga underarter finns listade i Catalogue of Life.